# Grandas de Salime
Grandas de Salime is de hoofdplaats van de gelijknamige gemeente in het comarca Eo-Navia, in het zuidwesten van het Spaanse prinsdom Asturië. De gemeente heeft een oppervlakte van 112,55 km² en telt 899 inwoners (1 januari 2016). Grandas de Salime ligt aan de pelgrimsroute naar Santiago de Compostella en wel aan de noordelijke variant daarvan.
De gemeente is voornamelijk bekend wegens het stuwmeer dat op een paar kilometer van de hoofdplaats in de rivier de Navia ligt. Ook is er een etnografisch museum in Grandas, en zijn er resten van een castro, een soort prehistorische versterkte nederzetting, gevonden in een dorp ten zuidwesten van de hoofdplaats. Beide plaatsen liggen aan de belangrijkste verbinding liggen tussen Oviedo en het Galicische binnenland, en ook de pelgrimsroute doet beide plaatsen aan. 
De voornaamste economische activiteit in de gemeente is veeteelt.

## Demografische ontwikkeling
Bron: INE, 1857-2011: volkstellingen